# Granattillsats

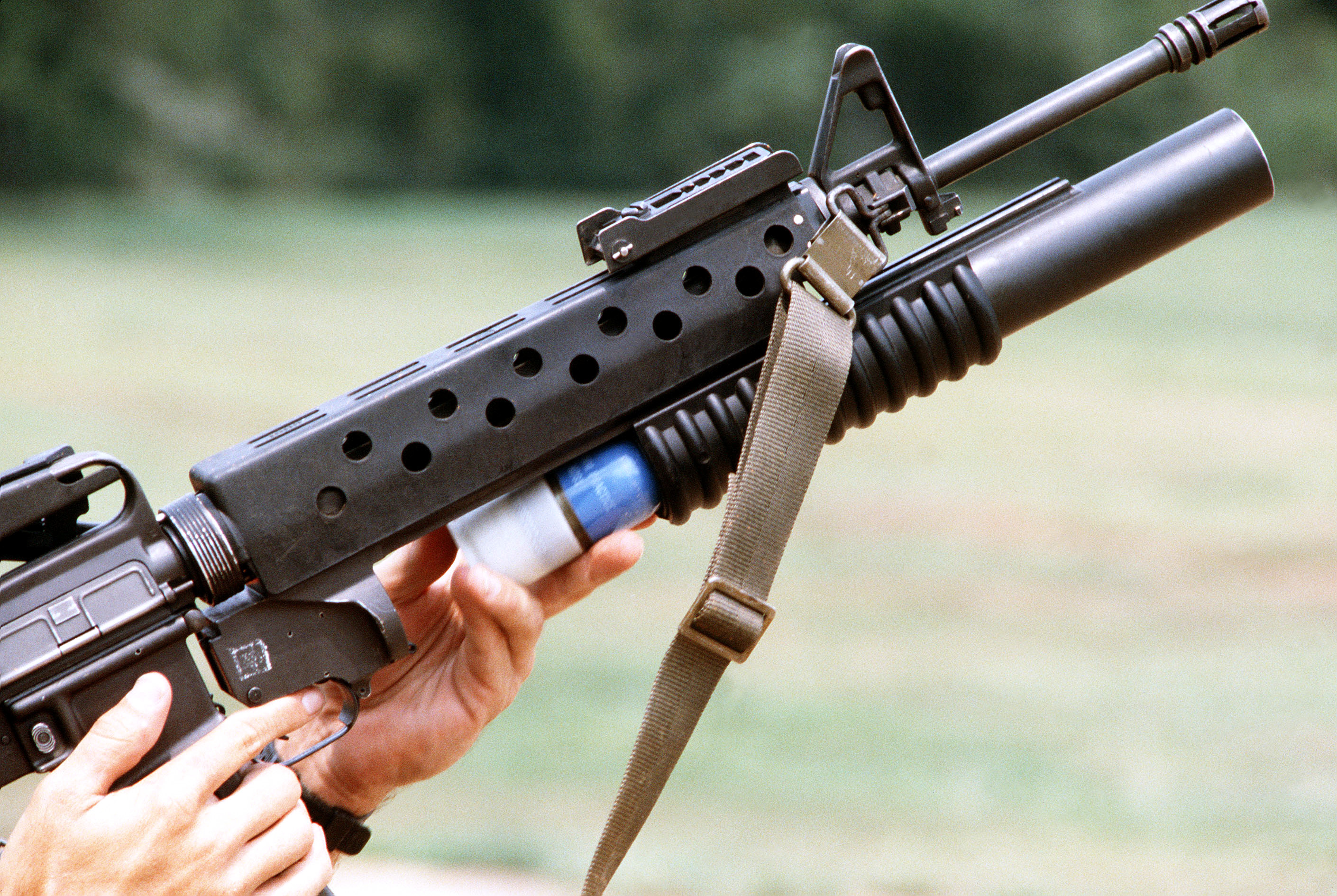
Granattillsats som laddas med en gevärsövningsgranat.

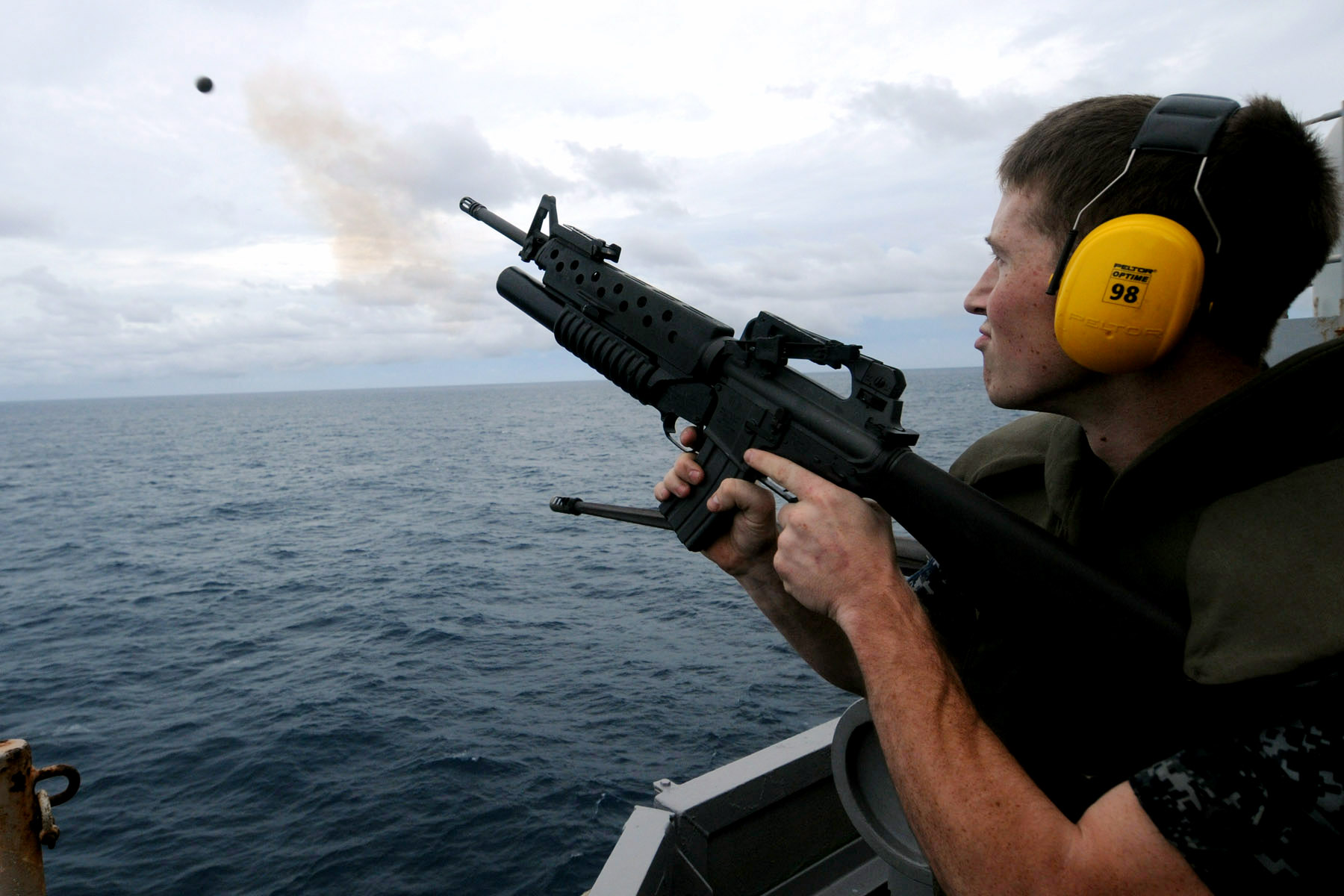
Gevärsövningsgranat som skjuts från en granattillsats.

Granattillsats, kort grt, är en tillsats som fästs under handskyddet på handeldvapen. Tillsatsen är ett eldvapen för understöd och avfyrar gevärsgranater med enhetshylsa. Projektilerna har kort räckvidd och används primärt på kortare distans.
Granattillsatser har klassiskt en kaliber på 40 mm men de är även vanliga i kaliber 25 och 30 mm. Vanliga modeller av granattillsatser är den amerikanska M203 och den ryska Gp-30. I Sverige används den amerikanska M203 under beteckningen Granattillsats 40 mm Automatkarbin, kort GrT 40 mm AK, samt i sitt senaste utförande som 40 mm GRT 16 (med ett Aimpoint Micro T-2 i ett fäste från Spuhr i Dalby AB), och finns tillgänglig till plattformarna Ak 4 och Ak 5.

## Funktion
Granattillsatser är normalt ett enkelskottsvapen som måste laddas om efter varje skott. Granaterna har en väldigt låg mynningshastighet och därmed mycket kort räckvidd jämfört med den finkalibriga ammunitionen från huvudvapnet. Detta beror på att granattillsatser ska fylla avståndsluckan mellan det maximala avståndet för handgranater och det minimala avståndet för granatkastare.
Precis som handgranater och granatkastare har granattillsatser en mycket kurvig projektilbana vilket kräver att man på längre avstånd behöver lobba skotten på målet. Dock på närmare avstånd kan man dock skjuta rakt på mål så länge man är utanför granatens riskavstånd.

## Granatkarbin

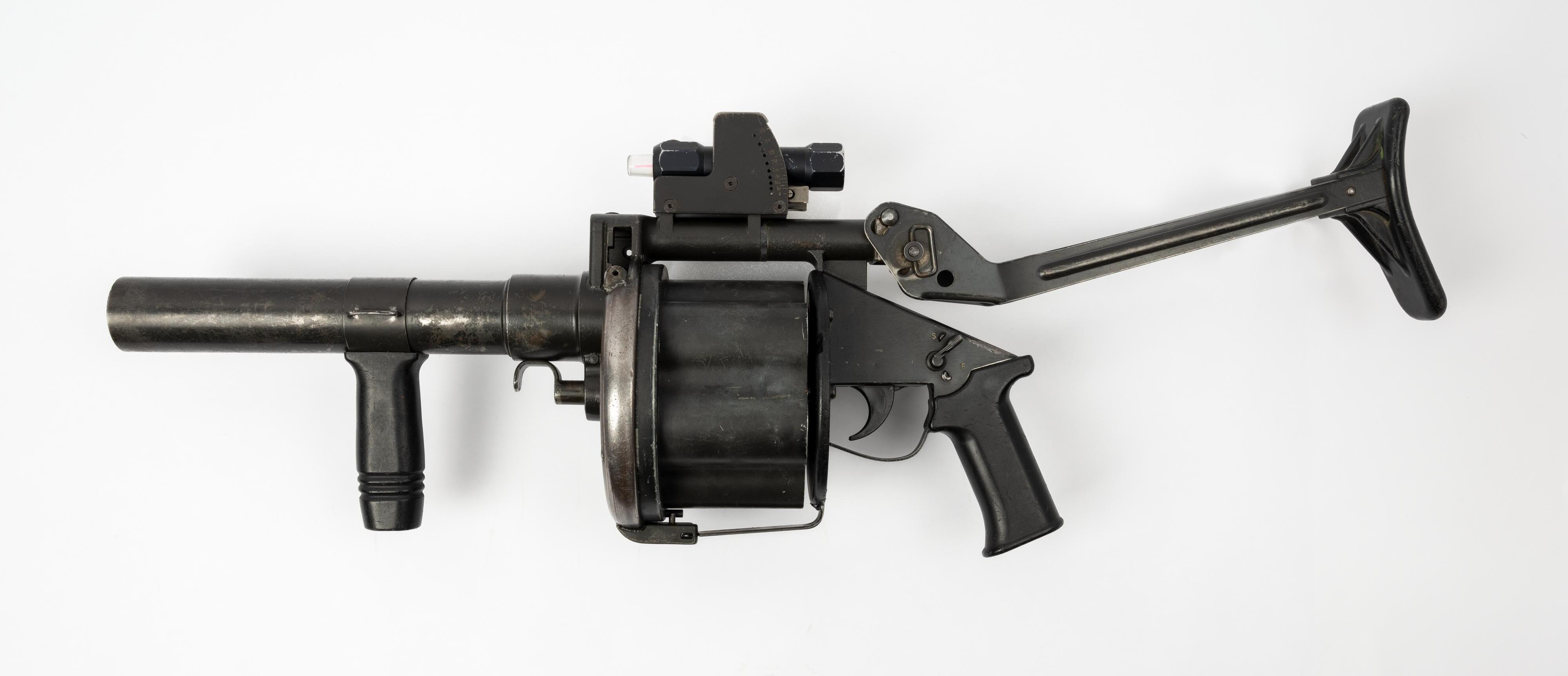
Svensk 40 mm granatrevolver GL6 (Milkor MGL).

Granatkarbiner eller granatrevolver (om cylindermagasin) är handeldvapen som skjuter samma typ av ammunition som granattillsatser. Dessa används inte i större utsträckning av svenska försvarsmakten men är relativt vanliga utomlands. Internationellt klassas granatkarbiner ihop med granattillsatser under namnet grenade launcher (granat avfyrare). I folkmun översätts ofta grenade launcher felaktigt som "granatkastare", vilket är ett begrepp redan upptaget av ett ett annat vapen. Begreppet granatkarbin är belagt av FMV redan 1970.
Ett bra modernt exempel på ett granatkarbin är Milkor MGL. Den används av flera moderna arméer i modern tid och har dessutom testats av Sverige som försöksvapen. Bofors ska även ha projekterat en 40 mm granatkarbin vid namn AGR (Automatic Grenade Rifle?) under sent 1990-tal. Den första granatkarbinen som infördes i USA var "grenade launcher M79", senare ett ikoniskt vapen för Vietnamkriget.

## Ammunition
Granattillsatser och granatkarbiner skjuter primärt understödsammunition av typerna spränggranat, pansarspränggranat och diverse rök- och lysgranater. Dock finns det en stor mängd olika projektiltyper av varierande vanlighet, som till exempel hagel och flechette. 
Sverige testar[när?] även en typ av mindre dödlig ammunition, avsedd att användas mot enskilda personer utan att döda. De är kraftiga gummicylindrar eller påsar fyllda med gummikulor som kan beskrivas som "fjärrbatonger".